# Days of Open Hand
Days of Open Hand è il terzo album della cantautrice statunitense Suzanne Vega, pubblicato nel 1990.

## Tracce
1. Tired of Sleeping – 4:23
2. Men in a War – 4:40
3. Rusted Pipe – 4:16
4. Book of Dreams – 3:24
5. Institution Green – 6:15
6. Those Whole Girls (Run in Grace) – 3:09
7. Room Off the Street – 3:01
8. Big Space – 3:48
9. Predictions – 4:59
10. Fifty-Fifty Chance – 2:36
11. Pilgrimage – 5:11